# Крутоярский сельсовет (Красноярский край)
Крутоя́рский сельсове́т — муниципальное образование (сельское поселение) в Ужурском районе Красноярского края.
Административный центр поселения — село Крутояр.

## География
Крутоярский сельсовет находится севернее Ужура, на юго-западе Красноярского края.

## История
Крутоярский сельсовет наделён статусом сельского поселения в 2005 году. В 1914 году у деревни Андроново были обнаружены первые захоронения археологической культуры бронзового века, получившей название Андроновская культура.

## Население
| 2010 | 2012  | 2013  | 2014  | 2015  | 2016  | 2017  |
| ---- | ----- | ----- | ----- | ----- | ----- | ----- |
| 3267 | ↘3201 | ↘3157 | ↘3108 | ↘3073 | ↘3025 | ↘3014 |

Гендерный состав
По данным Всероссийской переписи населения 2010 года 1579 мужчин и 1688 женщин из 3267 чел.

## Состав сельского поселения
В состав сельского поселения входят 9 населённых пунктов:
| № | Населённый пункт      | Тип населённого пункта       | Население |
| - | --------------------- | ---------------------------- | --------- |
| 1 | Алексеевка            | деревня                      | 117       |
| 2 | Андроново             | деревня                      | 265       |
| 3 | Белая Роща            | посёлок                      | 214       |
| 4 | Крутояр               | село, административный центр | 1547      |
| 5 | Новоракитка           | посёлок                      | 265       |
| 6 | Отделение Бригады № 2 | посёлок                      | 20        |
| 7 | Сухореченский         | посёлок                      | 184       |
| 8 | Усть-Изыкчуль         | деревня                      | 414       |
| 9 | Ушканка               | посёлок                      | 241       |